# Јуриј Антонов
Јуриј Михајлович Антонов (рус. Юрий Михайлович Антонов; Ташкент, 19. фебруар 1945) совјетски и руски естрадни певач, композитор, музичар, песник, глумац филма и озвучења. Народни уметник Руске Федерације (1997).

## Дискографија

### Студијски албуми
- (1979)
- (1983)
- (1985)
- (1986)
- (1987)
- (1990)
- (1993)
- (2008)